# PGC 2075499
LEDA/PGC 2075499 ist eine Elliptische Galaxie vom Hubble-Typ E/S0 im Sternbild Herkules am Nordsternhimmel, die schätzungsweise 436 Millionen Lichtjahre von der Milchstraße entfernt ist. Im selben Himmelsareal befinden sich u. a. die Galaxien NGC 6196, NGC 6197, IC 4614.